# Huaycán de Pariachi

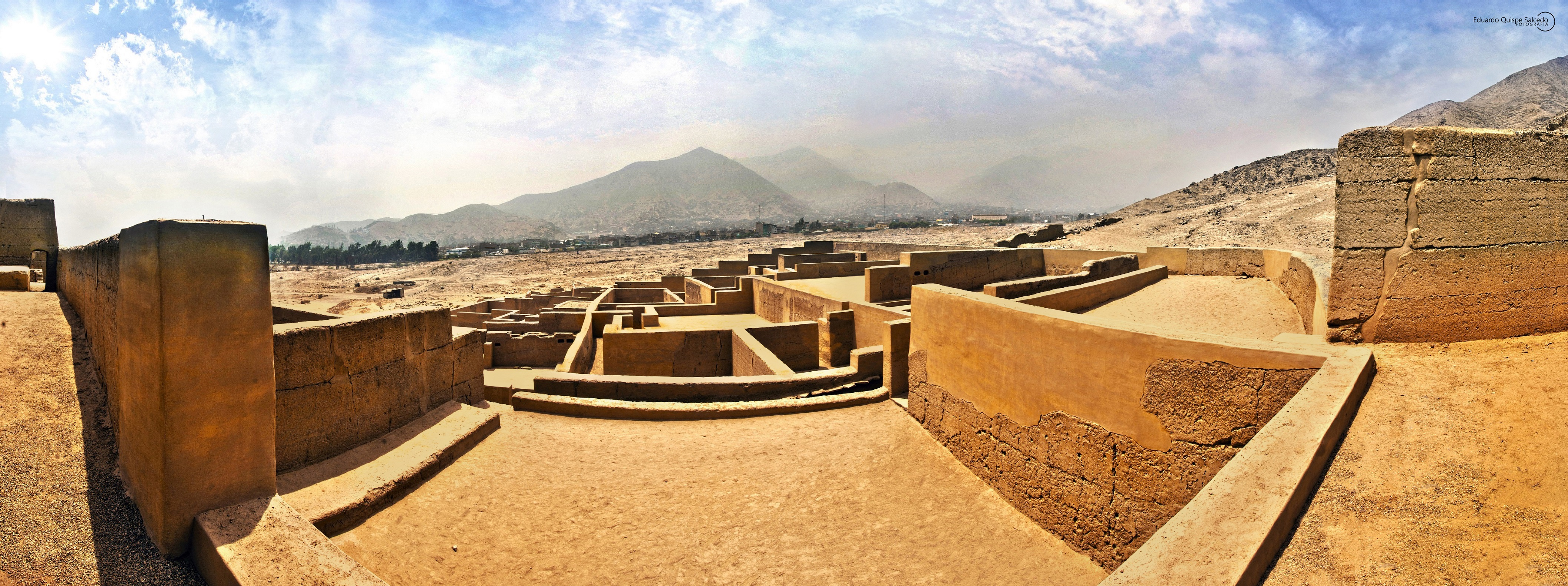
Huaycán de Pariachi

Huaycán de Pariachi ist eine archäologische Stätte in Huaycán, Distrikt Ate, Lima in Peru südlich des Río Rímac.
Es war Teil der Ichma-Kultur und des Inkareichs.

## Beschreibung
Vor der spanischen Eroberung war Huaycán de Pariachi eines der wichtigsten Verwaltungszentren des mittleren Rímac-Tals. Während der späten Zwischenzeit (900 – 1450 n. Chr.) hatten die Ichma eine sehr wichtige lokale Präsenz, die bis zum späten Horizont (1450 – 1532 n. Chr.) andauerte, als die Inkas an der zentralen Küste ankamen und sie assimilierten.

## Restaurierung und Untersuchungen
Huaycán de Pariachi wurde nicht umfassend untersucht. Allerdings haben zahlreiche Archäologen die Stätte besucht, darunter Julio Tello in den 1940er Jahren. Arturo Jiménez Borja führte in den 1970er Jahren Restaurierungs- und Konservierungsarbeiten durch. Archäologische Untersuchungen, die die Stadt Huaycán 1985 vor dem INC in Auftrag gegeben hatte, trugen dazu bei, das immaterielle Gebiet abzugrenzen. Im Jahr 2015 wurde das archäologische Forschungsprojekt des peruanischen Kulturministeriums durchgeführt.

## Galerie

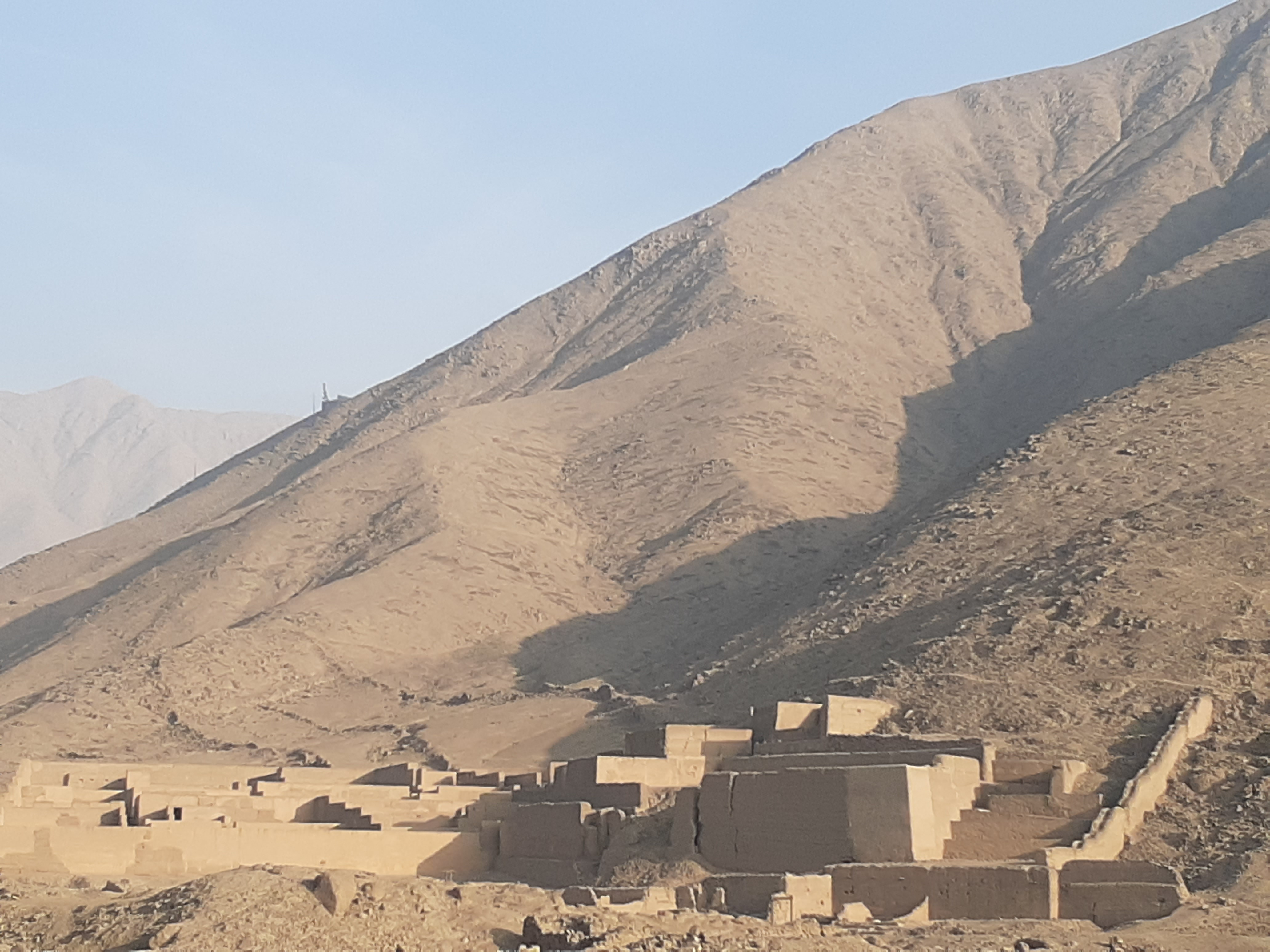
Huaycán de Pariachi
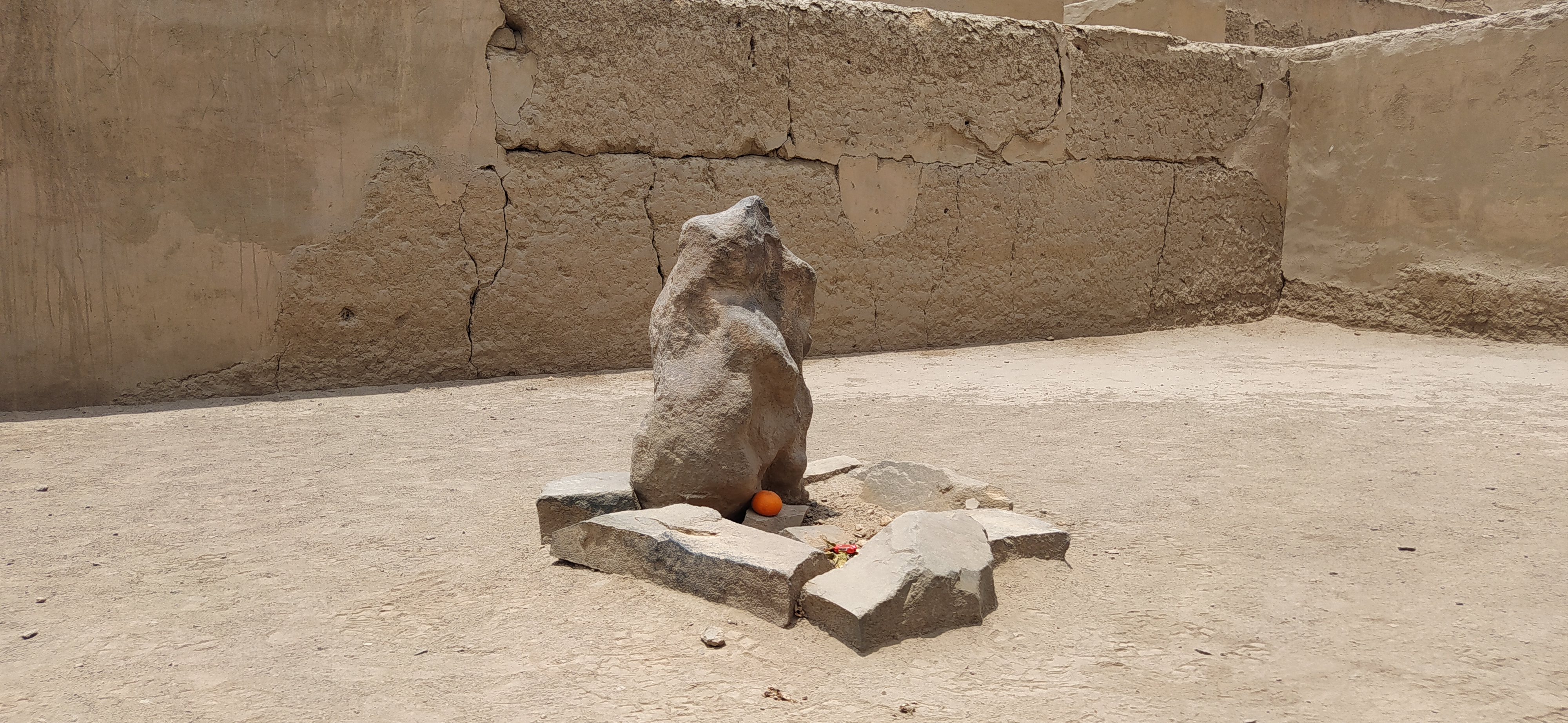
Huaycán de Pariachi
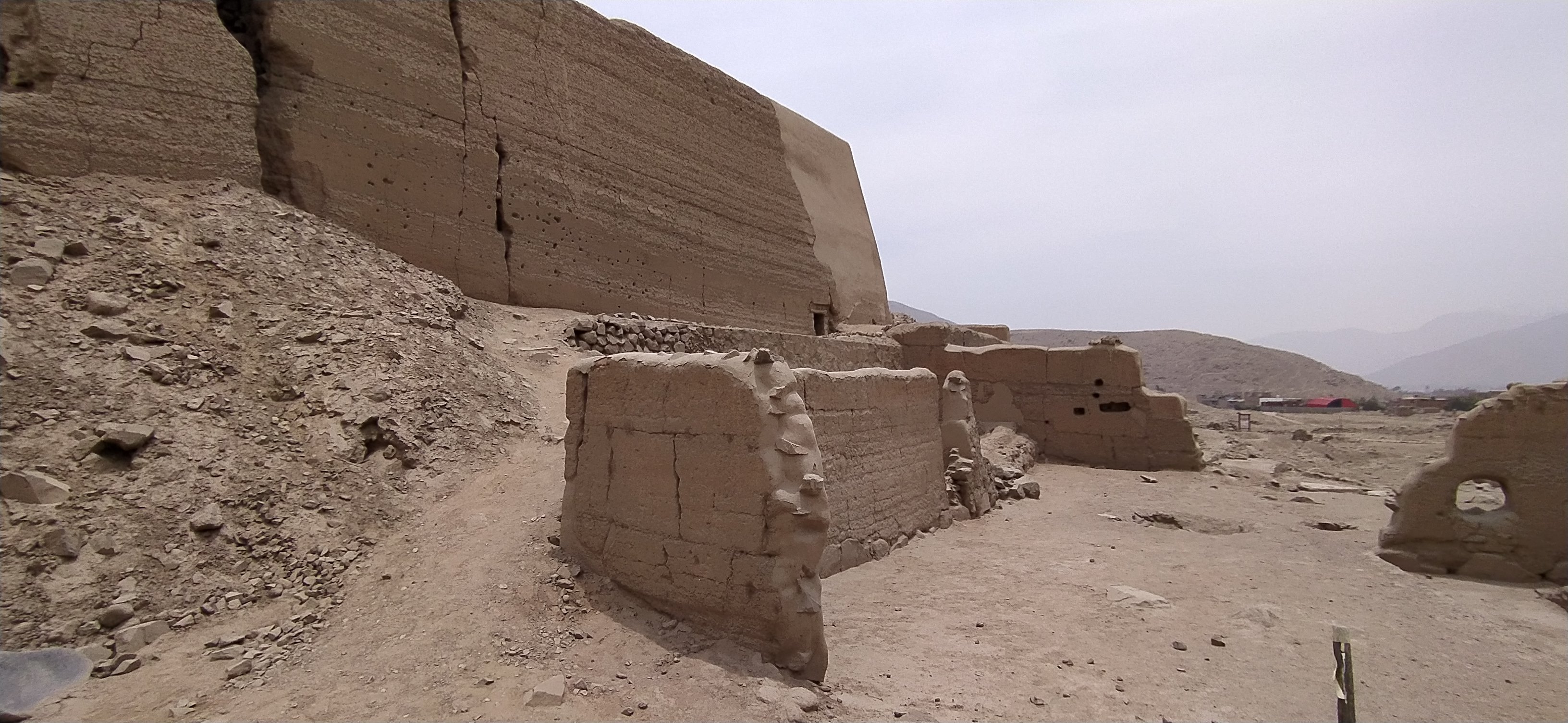